# Domingos da Silva e Oliveira
Domingos da Silva e Oliveira (Glaura, distrito de Ouro Preto, 1 de janeiro de 1782 — Uberaba, 7 de agosto de 1852) foi um político brasileiro, irmão de Major Eustáquio, fundador de Uberaba.

## Biografia
Antes de residir em Uberaba, na década de 1820, foi também juiz do Julgado do Desemboque, o qual abrangia todo o Triângulo Mineiro.
Casou-se a primeira vez com sua prima Rita Constância Cardoso, e a segunda vez com Francisca de Sales Gomides. Teve, ao todo, catorze filhos. É ele o homenageado pela rua do Capitão Domingos, em Uberaba, que fica perto de sua antiga residência, a Fazenda da Conquista.

## Vida pública
No Julgado do Desemboque, que abrangia quase todo o atual Triângulo Mineiro, ocupou o cargo de Juiz de Órfãos e de juiz do Julgado. Com o falecimento de seu irmão, o fundador de Uberaba, Antônio Eustáquio da Silva e Oliveira, transferiu-se para Uberaba, em 1832, onde veio a exercer as funções de Juiz Municipal e Delegado de Polícia e primeiro presidente da Câmara Municipal de Uberaba. Em 7 de janeiro de 1837, período da Monarquia,  foi instalada a primeira Câmara Municipal da Vila de Santo Antônio de Uberaba, e o Capitão Domingos, que pertencia ao Partido Liberal, eleito o primeiro agente executivo da vila de Uberaba.

## Ata da instalação do município de Uberaba
Ano do Nascimento de Nosso Senhor Jesus Cristo de mil oitocentos e trinta e sete, décimo sexto da Independência e do Império, aos sete dias do mês de janeiro do dito ano, neste Arraial de Santo Antônio e São Sebastião do Uberaba, Comarca do Rio Paracatu do Príncipe, Província de Minas Gerais, em nova Casa, construída pelos Cidadãos do novo Termo, para servir de Paço da Câmara, que vai se instalar, perante os novos vereadores, que hão de formar, eleitos na forma da Lei. E, em presença dos cidadãos que concorreram a este Ato, leu, o Capitão Domingos da Silva e Oliveira, o Ofício da Câmara Municipal da Vila do Araxá, pelo qual o convidava, como cidadão mais votado, a prestar juramento para Presidente da nova Câmara; E declarando que o tinha feito, leu a Certidão do mesmo juramento prestado a 20 de dezembro de mil oitocentos e trinta e seis. Leu a Portaria da Presidência da Província de Minas Gerais, de vinte de julho do dito ano, que ordena a execução da Lei Mineira número 28, que elevou este Arraial à Vila e que lhe marcou seus limites

## Como agente executivo
Tendo o prédio da câmara municipal sido atingido por um raio o que destruiu grande parte dos documentos da época, relatos contemporâneos da época de Cap. Domingos, mostram que durante seu mandato ocorreram:
- Construção da Câmara Municipal em 1837
- o 1° orçamento da vila de Uberaba, provendo despesas com pessoal, expediente e construção do chafariz no largo de Matriz
- a inauguração da 1ª escola pública provincial (1838),
- o provável início da edificação da Igreja do Rosário,
- a inauguração do cartório e da agência postal (1839) e o início da construção – sob responsabilidade do Frei Eugênio de Gênova, (1841).

## Divisão administrativa de Uberaba
A Câmara, nessa época, era dividida em seis distritos: 
1. Uberaba
2. Santíssimo Sacramento
3. Dores do Campo Formoso
4. Campo Florido
5. Nossa Senhora do Carmo Morrinhos Prata
6. São João do Tijuco

Ituiutaba, Monte Alegre, Frutal e Conceição das Alagoas tornaram-se distritos posteriormente, entre 1858 e 1859.